# Норт-Редінгтон-Біч (Флорида)
Норт-Редінгтон-Біч (англ. North Redington Beach) — місто (англ. town) в США, в окрузі Пінеллас штату Флорида. Населення — 1495 осіб (2020).

## Географія
Норт-Редінгтон-Біч розташований за координатами 27°49′7″ пн. ш. 82°49′19″ зх. д. / 27.81861° пн. ш. 82.82194° зх. д. (27.818550, -82.821933).  За даними Бюро перепису населення США в 2010 році місто мало площу 2,69 км², з яких 0,68 км² — суходіл та 2,00 км² — водойми.

## Демографія
Згідно з переписом 2010 року, у місті мешкало 1417 осіб у 745 домогосподарствах у складі 426 родин. Густота населення становила 527 осіб/км².  Було 1453 помешкання (541/км²).
Расовий склад населення:
| - 97,5 % — білих - 0,8 % — азіатів - 0,4 % — чорних або афроамериканців - 0,1 % — корінних американців |

До двох чи більше рас належало 0,6 %. Частка іспаномовних становила 3,0 % від усіх жителів.
За віковим діапазоном населення розподілялося таким чином: 10,1 % — особи молодші 18 років, 51,0 % — особи у віці 18—64 років, 38,9 % — особи у віці 65 років та старші. Медіана віку мешканця становила 60,4 року. На 100 осіб жіночої статі у місті припадало 84,7 чоловіків;  на 100 жінок у віці від 18 років та старших — 83,0 чоловіків також старших 18 років.
Середній дохід на одне домашнє господарство  становив 100 907 доларів США (медіана — 63 315), а середній дохід на одну сім'ю — 125 526 доларів (медіана — 81 250). Медіана доходів становила 64 375 доларів для чоловіків та 50 125 доларів для жінок. За межею бідності перебувало 5,9 % осіб, у тому числі 12,2 % дітей у віці до 18 років та 6,3 % осіб у віці 65 років та старших.
Цивільне працевлаштоване населення становило 615 осіб. Основні галузі зайнятості: науковці, спеціалісти, менеджери — 25,4 %, освіта, охорона здоров'я та соціальна допомога — 21,1 %, фінанси, страхування та нерухомість — 14,6 %, мистецтво, розваги та відпочинок — 10,4 %.